# Tragedia del dique Florentino Ameghino

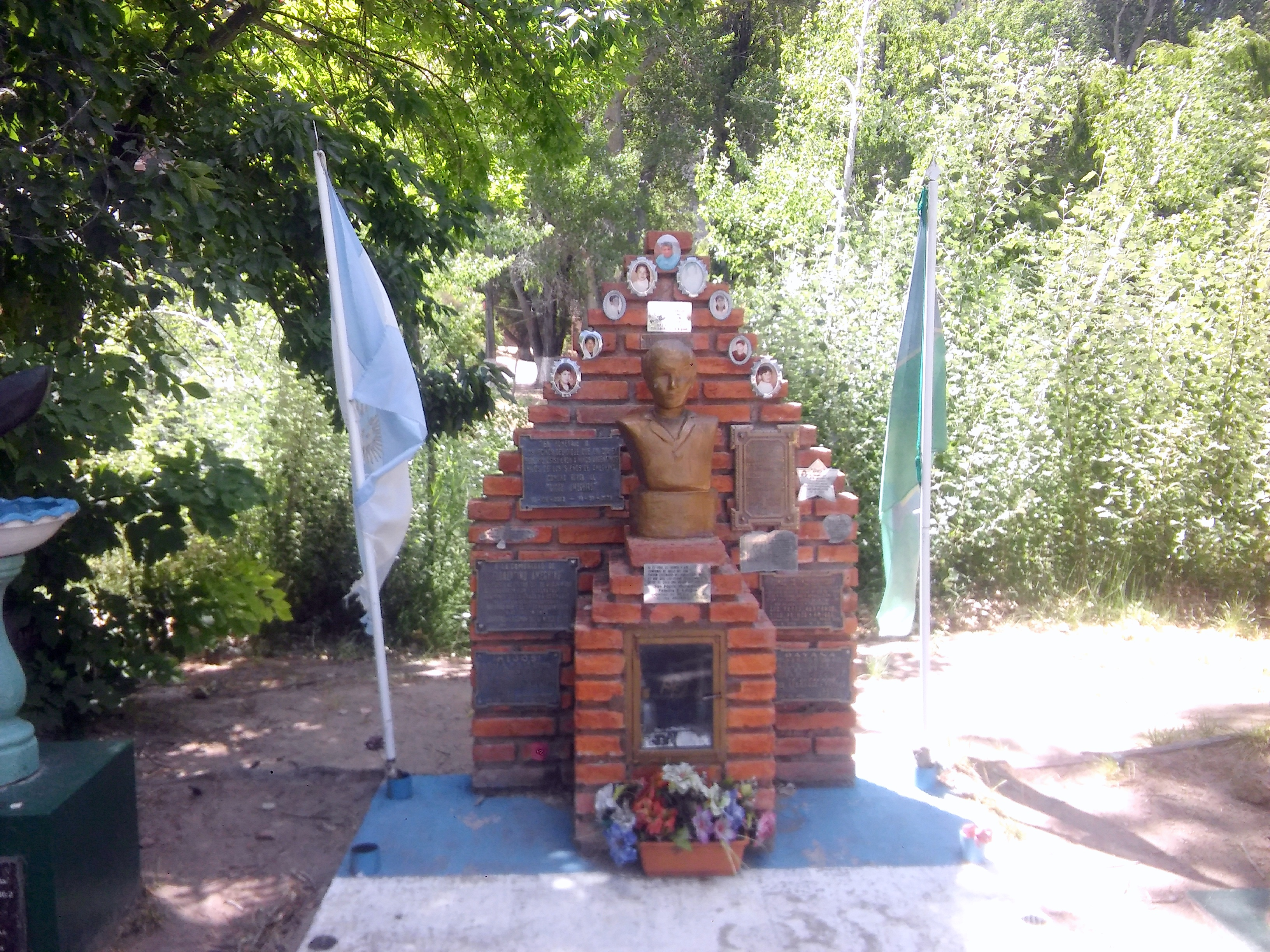
Monumento a los muertos del accidente

Se denomina, la tragedia del dique Florentino Ameghino al accidente ocurrido el 19 de septiembre de 2002, en el que nueve personas murieron y varios resultaron heridos, al desprenderse el puente que intentaban cruzar. El hecho ocurrió sobre el Río Chubut en el Dique Florentino Ameghino, provincia de Chubut, Argentina.
En el accidente, fallecieron ocho alumnos y la directora de la Escuela N° 39 Fragata Libertad de la localidad de Libertad, Merlo, Provincia de Buenos Aires. Las víctimas correspondían a un contingente de profesores y alumnos de 5° y 7° grado que, invitados por la gobernación de la provincia, se encontraban en la Provincia del Chubut en un viaje de estudio.
El hecho ocurrió cuando todos ellos subieron al puente colgante ubicado sobre el Río Chubut, de unos 20 m de largo y 1 de ancho, para sacarse una foto. La capacidad de la pasarela —construida 45 años atrás, mientras se hacía el dique— fue superada y el puente cedió, cayendo todos al agua. Casi toda la estructura quedó en el río. Las compuertas del dique fueron cerradas para permitir el rescate y la búsqueda de los desaparecidos, de modo que una hora después el lecho del río estaba vacío. De ese modo se rescataron varios de los accidentados y los cuerpos de los nueve fallecidos.

## Causa penal
En octubre de 2006 se realizó el juicio oral en la sala de la Cámara de Industria y Comercio de Trelew. Los seis docentes que estuvieron en la tragedia fueron imputados de homicidio culposo, y recibieron penas de entre 2 y 3 años de prisión condicional, y entre 8 y 10 años de inhabilitación para realizar actividades docentes extra áulicas.